# Ґриґоре Ґафенку
Ґриґоре Ґафенку (рум. Grigore Gafencu, 30 січня 1892, Бирлад — 30 січня 1957, Париж) — румунський державний і суспільно-політичний діяч, видатний борець проти комунізму. Міністр закордонних справ Румунії (1 лютого 1939 — 3 липня 1940). Доктор юридичних наук, журналіст, мемуарист.

## Біографія
Представник стародавнього бессарабського роду. Освіту здобув в Женеві і Парижі.
Учасник Першої світової війни. Офіцер-льотчик.
Після закінчення війни працював в журналістиці. в 1920-ті роки увійшов до лав Націонал-цереністської партії. З 1924 видавець і редактор впливового економічного видання «Аргус».
З лютого 1939 по липень 1940 — міністр закордонних справ. 18 квітня 1939 зустрічався з Гітлером в Берліні. Противник надто швидкого зближення з Німеччиною, послідовно відстоював необхідність збереження Румунією нейтралітету і противився її вступу у війну.
У 1940 — посол Румунського королівства в Москві.
Під час Другої світової війни постійно виїжджав до Швейцарії, де встановив контакти з британськими та американськими дипломатами. Влітку 1940 Ґафенку назавжди виїхав з Румунії і влаштувався в Женеві, звідки в 1946 переїхав до Парижа.
Три роки по тому він став засновником Румунського Національного Комітету і з цієї причини його ім'я було включено в «чорний список» комуністичного режиму в Румунії за свою тверду демократичну позицію.
Автор мемуарів «Прелюдія до московської кампанії».

## Нагороди
- Орден Міхая Хороброго;
- Орден Білого орла (Польща, 1921—1939).